# Georges-Marie Baltus
Georges-Marie Baltus (Kortrijk, 1874 – Overijse, 1967) was een Belgisch kunstschilder, graficus en ontwerper van tapijten en glasramen.
Hij is een neef van de letterkundige Ray Nyst.

## Levensloop
Hij volgde in 1891 zijn studie aan de Academie voor Schone Kunsten in Brussel in het atelier van Jan Portaels. Anno 1895 verbleef Baltus in Parijs waar hij de kringen van de kunstenaars van de symbolistische groep Rose-Croix opzocht, waar hij bevriend geraakte met Joséphin Péladan, een martinist en rozenkruiser. Hij vertrok in 1896 naar Italië, waar hij een ontmoeting had met de Duitse beeldhouwer Adolf von Hildebrand. Baltus kocht een huis in Florence en, evenals von Hildebrand, bestudeerde hij de schilders uit de Italiaanse renaissance. Hij huwde in 1904 diens dochter Sylvia von Hildebrand (1883-1926).
Hij aanvaardde in 1905 een positie als leraar aan de "School of Art" in Glasgow. Tijdens zijn zomervakantie 1914 in Sint-Truiden werd Baltus door de Duitse inval verrast en keerde niét naar Glasgow terug. Hij ging wonen in Brussel, waar hij tot in 1936 zou blijven. In 1918 werd hij benoemd tot leraar schilderen aan de Academie in Leuven en in 1924 aan de Kunstschool in Elsene. Hij werd in 1928 benoemd tot inspecteur voor het kunstonderwijs aan de Academies.
Vanaf 1930 tekende en schilderde hij een tijdje landschappen, zoals hij gezien had van Chinese meesters. Hij ontwierp in 1939 een aantal glasramen voor het gemeentehuis van Vorst.
Hij huwde opnieuw in 1946 met de 33 jaar jongere Franstalige dichteres Adrienne Revelard (1907 - 29 januari 1994). Zij was de literaire criticus op de Franstalige Belgische radio.
Baltus ondernam tal van kunstreizen, naar Italië, Frankrijk, Griekenland, Spanje, Noord-Afrika.

## Oeuvre
Baltus schilderde allegorische, literaire, symbolistische en mythologische taferelen, portretten (met een voorkeur voor de "femme fatale"), stillevens en landschappen. Na de Eerste Wereldoorlog kreeg Baltus enkele belangrijke opdrachten voor monumentale decoratieve werken.
Baltus behoorde tot de tweede generatie van Belgische symbolistische kunstenaars. Door het veranderende kunstklimaat konden ze hoe langer hoe minder op begrip rekenen van de kunstliefhebbers.